# Alger Hiss
 (septembre 2017).
Si vous disposez d'ouvrages ou d'articles de référence ou si vous connaissez des sites web de qualité traitant du thème abordé ici, merci de compléter l'article en donnant les références utiles à sa vérifiabilité et en les liant à la section « Notes et références ».
Alger Hiss, né le 11 novembre 1904 à Baltimore (Maryland) et mort le 15 novembre 1996 à New York, est un fonctionnaire du département d'État américain. Il fut secrétaire général à la fondation de l'Organisation des Nations unies. Il fut accusé en 1948 d'avoir été un espion soviétique. Les faits étant alors prescrits, il ne pouvait plus être condamné pour espionnage. Cependant, en ayant nié lors d'une audition où il avait prêté serment la réalité de ses activités d'espionnage, il s'était rendu coupable de parjure et fut condamné pour cela en 1950.
Les archives soviétiques pourraient montrer s'il était bien un agent soviétique : leur ouverture n'a pour l'instant pas permis de faire la lumière sur le sujet. La question relative à sa culpabilité ou à son innocence reste de ce fait toujours controversée.

## Biographie
Il étudia au Baltimore City College puis à l'université Johns-Hopkins, où il fut membre de la fraternité Delta Alpha Phi. En 1929, il reçut son diplôme de droit de la faculté de droit d'Harvard où il avait été un protégé de Felix Frankfurter, futur membre de la Cour suprême. Avant d'entrer dans un cabinet juridique de Boston, il travailla pendant un an comme assistant de justice de Oliver Wendell Holmes Jr. à la Cour suprême. Cette même année, il épousa l'ex-Madame Priscilla Hobson, qui travailla plus tard à la Bibliothèque du Congrès.
En 1933, il entra dans les services gouvernementaux, travaillant dans plusieurs secteurs comme avocat lié au New Deal du président Franklin Delano Roosevelt, en commençant par l'Administration d'ajustement agricole. Hiss travailla également pour le comité Nye qui examinait et documentait la réalisation de bénéfices excessifs par des entrepreneurs militaires pendant la Première Guerre mondiale. Il travailla brièvement au Département de la Justice. En 1936, il intègre le Département d'État où il occupe un poste sous la direction de Cordell Hull. Il devient l'assistant du chef du département Extrême-Orient. En 1944, il est nommé directeur du bureau des missions politiques spéciales puis, en août-septembre 1944, il est secrétaire exécutif de la Conférence de Dumbarton Oaks destinée à mettre sur pied la future organisation des Nations unies. En février 1945, en tant que membre de la délégation américaine conduite par Edward R. Stettinius, Jr, Hiss prend activement part aux préparatifs de la Conférence de Yalta. Il a déclaré dans ses Mémoires avoir écrit le Conseil de tutelle des Nations unies en négociation avec Winston Churchill[source insuffisante].
Il est secrétaire général de la Conférence de San Francisco en avril 1945 puis, en 1946, il quitte l'administration fédérale pour devenir président de la Fondation Carnegie pour la paix internationale. Le 3 août 1948 Whittaker Chambers, un communiste repenti, inclut Hiss dans sa liste d'agents soviétiques probables devant la commission sur les activités anti-américaines. Hiss proteste de son innocence et rejette toutes les accusations. Richard Nixon, alors sénateur de Californie et membre de la commission, joua un rôle déterminant dans l'enquête. L'écrivaine américaine Joan Brady, dans son livre Le Dreyfus américain, épingle le fait que Chambers a été poursuivi pour avoir abusé du jeune beau-fils de Hiss et c'est donc sous la contrainte de Nixon que Chambers aurait accusé Hiss. L'unique « preuve » de ses activités d'espionnage consistait en une lettre tapée sur sa machine, preuve que Hiss contesta avoir jamais écrite. Cependant, comme Hiss prétendait ne pas connaître Chambers, le Grand Jury l'accusa de parjure, alors que les faits d'espionnage étant couverts par la prescription ne pouvait être retenus contre lui. Son procès débute le 31 mai 1949 mais il se clôt le 7 juillet sur une annulation de la procédure après que Chambers, l'accusateur principal, eut reconnu avoir commis un parjure sous serment et volontairement donné de fausses indications de dates. Un nouveau juge est nommé et un second procès débute le 17 novembre 1949. L'élément matériel principal à charge contre Hiss est sa machine à écrire sur laquelle Hiss aurait tapé des pièces compromettantes pour lui. Hiss a maintenu que l'expertise scientifique de la machine à écrire présentée par le FBI sous la direction de J. Edgar Hoover était inexacte. Le 25 janvier 1950 le jury le juge coupable à huit voix contre quatre et le condamne à 5 ans de prison. Il passe trois ans et huit mois à la prison fédérale de Lewisburg et est relâché le 27 novembre 1954. Le procès de Hiss et son inculpation ont été le point de départ de l'ère du maccarthysme et sa chasse aux sorcières contre le communisme. À sa sortie de prison, rayé de l'ordre des avocats, il travaille à New York comme représentant de commerce pour une société de fournitures de bureau. En 1957 il publie un livre sur toute son affaire judiciaire In the court of public opinion où il réaffirme que la pièce principale de l'accusation, les documents tapés sur sa propre machine à écrire, sont des faux fabriqués de toutes pièces.
Le 5 août 1975, Hiss fut le premier avocat à être réintégré au barreau du Massachusetts. La Cour Suprême de justice de l'Etat décida contre l'avis du Comité judiciaire de surveillance que Hiss, malgré une condamnation, faisait preuve de la probité morale et intellectuelle requise pour être avocat avant, pendant, et après les événements de parjure. Il a clamé son innocence sans interruption, y compris au parjure, tout au long de sa vie et dans tous ses écrits. En 1988 il écrivit son autobiographie Recollections of a life (souvenirs d'une vie). Il meurt le 15 novembre 1996 d'emphysème au Lenox Hill hospital de New York. Sa seconde épouse Isabel est décédée en 2000 à 91 ans.